# Natalia Valeeva
Natalia Valeeva (Tîrnauca, 15 novembre 1969) è un'ex arciera moldava naturalizzata italiana.

## Biografia
Originaria della Moldavia, ha partecipato per sei volte alle Olimpiadi (1992, 1996, 2000, 2004, 2008 e 2012) rappresentando la Squadra Unificata e poi l'Italia.
Sposata con l'italiano Roberto Cocchi, è madre di tre bambini, un maschio e due gemelle.
Alle Olimpiadi di Barcellona nel 1992 ha vinto la medaglia di bronzo individuale, e con la Squadra Unificata ha vinto l'oro ai Mondiali Indoor nel 1999 e l'oro individuale. Nel 2001 conquista la medaglia d'argento squadre ai Mondiali targa (CIN) e nello stesso anno arriva ai mondiali indoor disputati in Italia, prima sul podio negli individuali, conquistando così l'ennesima medaglia d'oro. Ai Olimpiadi di Atene nel 2004 si è piazzata al nono posto nella classifica individuale femminile, con un punteggio di 650 su 720 (72 frecce). Nel primo scontro diretto di eliminazione, con difficili condizioni atmosferiche e vento forte, ha affrontato Jasmin Figueroa delle Filippine (56º in classifica). Valeeva è stata sconfitta per 130 a 132 (18 frecce). L'anno successivo (2005), ai Giochi del Mediterraneo (SPA), Valeeva conquista altre due medaglie: argento individuale e oro a squadre.
Ai Campionati del Mondo del 2007 di Lipsia, in Germania, Natalia Valeeva ha vinto la medaglia d'oro, battendo la coreana Park (titolare del Record del Mondo FITA 1405 punti su un massimo di 1440), vincendo il finale 108 contro i 106 della Park e ottenendo un nuovo record europeo e italiano con 1369 punti.
Dopo la vittoria del 1995, questa è stata la seconda medaglia d'oro vinta ai Campionati del Mondo targa (all'aperto) dalla Valeeva.
Finora nella sua carriera, Natalia Valeeva ha raccolto sette medaglie d'oro individuale ai campionati del mondo (indoor e targa), ed è uno dei pochi arcieri al mondo ad aver vinto nello stesso anno (1995) sia il campionato del mondo indoor che il campionato del mondo outdoor.
Ha partecipato alle Olimpiadi di Pechino 2008 (Cina), rappresentando l'Italia e vincendo l'oro alla prima tappa world cup di Santo Domingo (DOM) nello stesso anno. L'anno successivo, vince l'oro a squadre e la medaglia d'argento nell'individuale dei Mondiali Indoor in Polonia. Nel 2010 agli Europei Indoor (CRO) è oro per l'individuale e argento a squadre e si posiziona al 3º posto a squadre negli Europei Targa (ITA). È argento individuale l'anno successivo (2011) agli Europei Indoor in Spagna mentre solo 4° nella stessa competizione a squadre. Grazie all'oro conquistato ai Mondiali targa a squadre (ITA), arriva la qualificazione per le olimpiadi di Londra.
Nel 2012 Natalia vince l'oro nel campionato mondiale indoor a Las Vegas (6 a 4 contro Miranda LEEK) e il bronzo a squadre; l'oro nel mixed team agli europei Targa (OLA) e l'argento in Turchia (Coppa del Mondo) sempre nelle squadre miste. A febbraio del 2013, Natalia vince il titolo italiano assoluto negli indoor di Rimini per la settima volta vincendo la sfida allo shoot off (6-5). Un tricolore in un unico tiro, che l'esperta campionessa azzurra infila nel dieci lasciando alla sfidante Claudia Mandia un argento di grande valore, visto che Claudia è appena passata senior ed ha un passato vincente con la Nazionale Giovanile. Natalia Valeeva strappa così il titolo alla compagna azzurra Pia Lionetti vincitrice nel 2012 a Padova.
Ai campionati europei di Rzeszow (Pol) del febbraio-marzo 2013, Natalia si qualifica per la finale contro la russa Natalia Erdynieva dalla quale perde per 7 a 3 aggiudicandosi quindi il titolo di vicecampione d'Europa (medaglia d'argento) negli individuali indoor 18 metri. Non si accontenta la Valeeva agli europei e approda, nella stessa manifestazione, anche alla finalissima a squadre insieme a Pia Lionetti (Aeronautica Militare) e Claudia Mandia (Arcieri Arechi Salerno). Il trio ha avuto la meglio prima sull'Estonia (231-216) e poi sulla Russia (232-231). L'ultimo ostacolo da superare l'Ucraina di Lidiia Sichenikova, Kateryna Palekha e Victoriya Koval. Una finale fatta di 9 e 10 che hanno costretto le due squadre esibirsi in uno spettacolare spareggio. Nonostante il 10/10/10 fatto da tutte e sei le atlete, la vittoria viene assegnata alla squadra ucraina per aver piazzato una freccia di qualche millimetro più vicino alla "X" della visuale bersagliata. Due medaglie d'argento per la Valeeva su un totale di 8 medaglie vinte dagli atleti italiani a Rzeszow.
Natalia Valeeva fa parte della squadra professionistica (Pro Staff) sponsorizzata dalle case produttrici Hoyt ed Easton.

## Arco utilizzato
| Riser           | Formula ion-X                                                                       |
| Flettenti       | F7 wood                                                                             |
| Mirino          | Shibuya Ultima Carbon RC                                                            |
| Stabilizzazione | Stabilizzatore: X-10 tri-layer suppressor                                           |
| Rest            | Shibuya                                                                             |
| Bottone         | Beiter                                                                              |
| Frecce          | Aste: Easton X-10 – 600 Punte: Easton Tungsteno Cocche: Beiter Impennaggio: gas pro |